# Estação Pasteur (Metrô de Paris)
Pasteur é uma estação das linhas 6 e 12 do Metrô de Paris, localizada no 15.º arrondissement de Paris.

## Localização
A estação está localizada no cruzamento da rue de Vaugirard e do boulevard Pasteur. Na linha 6, a estação é a primeira a ser subterrânea, em proveniência de Charles de Gaulle - Étoile, após o viaduto começando na estação Passy.

## História
A estação foi inaugurada em 1906.
Inicialmente, ela ficava no cruzamento de uma linha da Compagnie du chemin de fer métropolitain de Paris (CMP) e de uma linha da Société du chemin de fer électrique souterrain Nord-Sud de Paris, a Nord-Sud, o que explica a coexistência dos dois estilos.

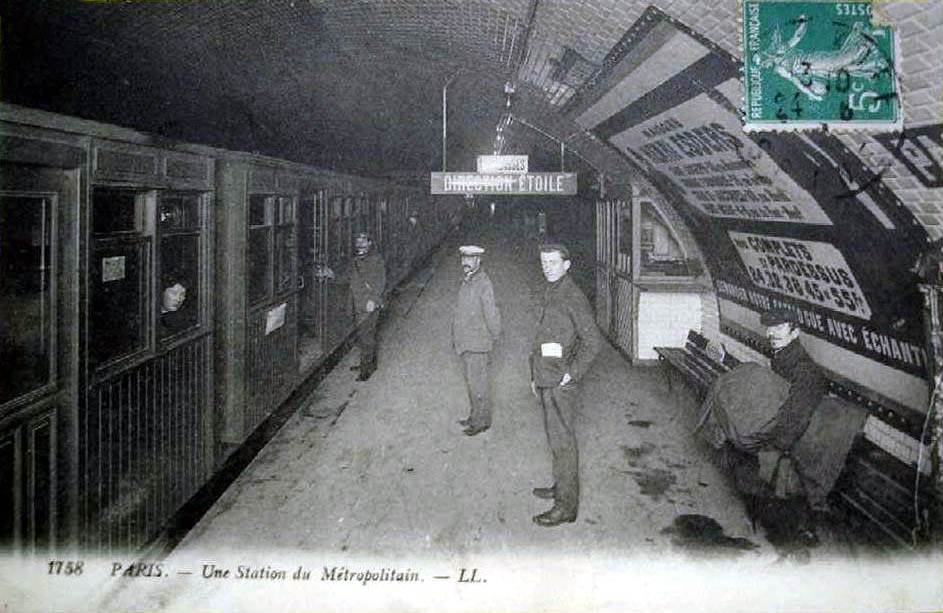
A estação da linha 2 Sud, atual linha 6, logo após a sua abertura em 1906

Ela presta homenagem a Louis Pasteur, biólogo e químico francês que fundou a ciência da microbiologia, destacou o papel dos micróbios nas doenças, inventou o processo de pasteurização e desenvolveu as vacinas contra diversas doenças, incluindo a raiva.
As plataformas da linha 6 foram renovados em estilo "Mouton" na década de 1970 enquanto que as da linha 12 foram renovadas em 1976 em estilo "Motte". Extratos do código de ética médica foram publicados nas plataformas da linha 6, até serem substituídos por anúncios, devido ao vandalismo sofridos por estes painéis ao longo da década de 2000.
Para os 100 anos do metrô, as plataformas das duas linhas foram renovadas no quadro do programa "9 estações para o milênio", profundamente para as plataformas da linha 6, em estilo "Nouvelle Vague", com abandono completo do estilo "Mouton" e mais levemente para as plataformas da linha 12, substituindo os bancos de pedra "Motte" em telhas laranjas por novos bancos de telhas brancas biseladas, e substituindo as entradas do corredor, que eram em telhas laranjas Motte por telhas brancas biseladas. Os solos das plataformas foram completamente modificados pela linha 12, e mais levemente pela linha 6, com a execução das obras de pavimentação de piso decorativo na linha 12, com uma faixa de vigília em metal com luzes alinhadas com o centro, a plataforma das 6 contendo a faixa de vigília de metal com luz.
Em 2011, 5 089 504 passageiros entraram nesta estação. Ela viu entrar 5 110 865 passageiros em 2013 o que a coloca na 82ª posição das estações de metrô por sua frequência.

## Serviços aos Passageiros

### Acessos
Há dois acessos:

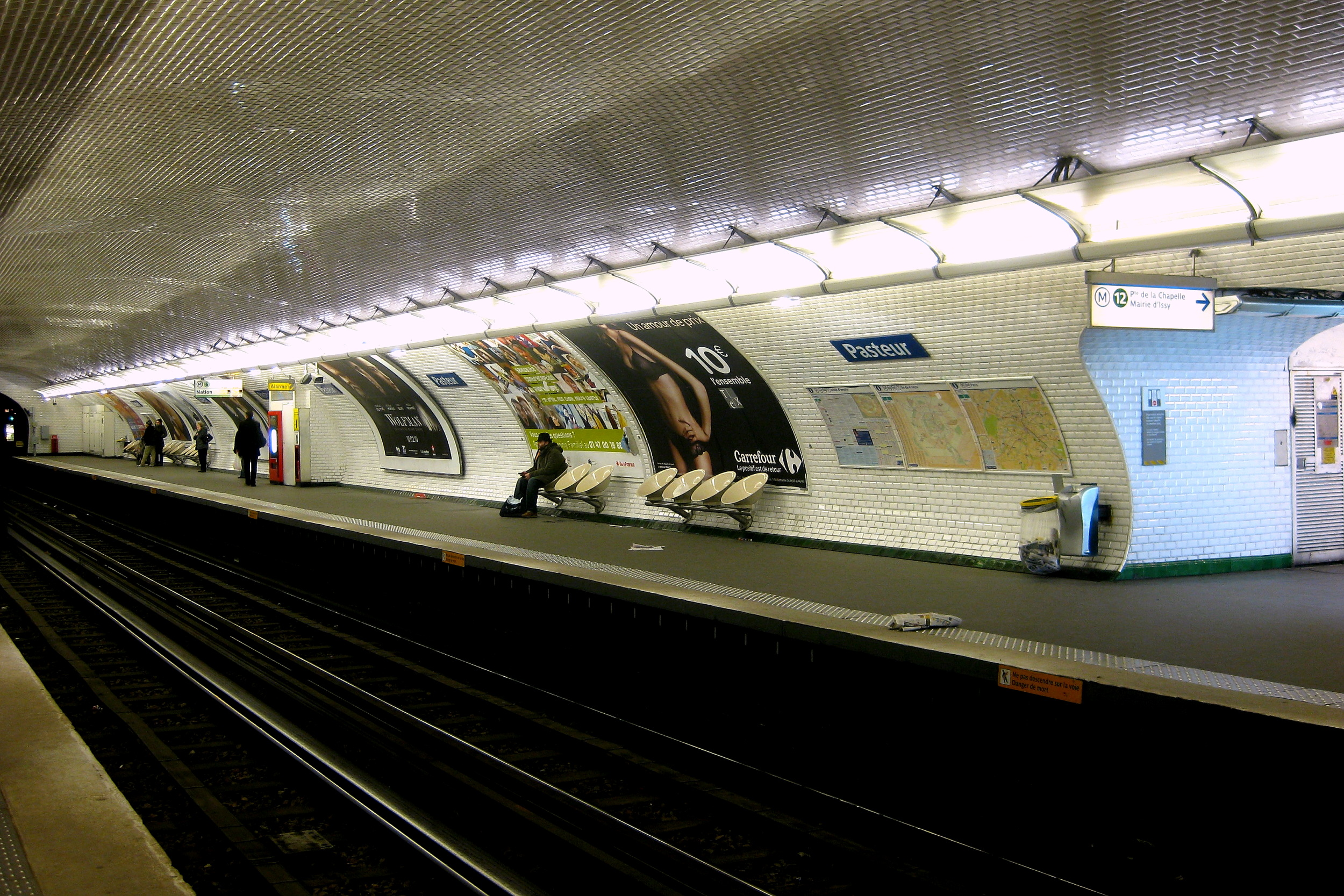
As plataformas da estação da linha 6

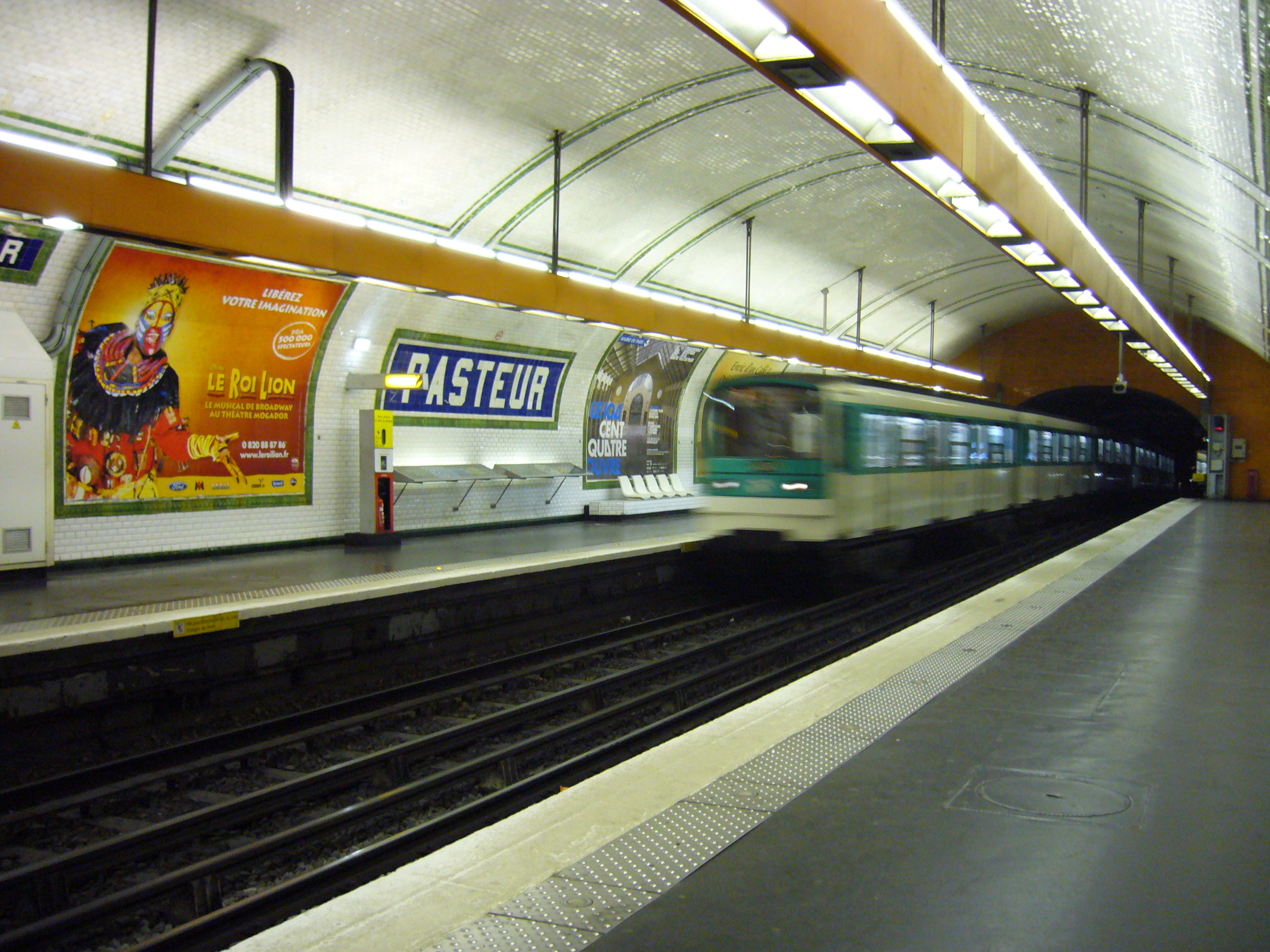
A chegada de um MF 67 na linha 12 em direção a Porte de la Chapelle.

- o primeiro, na parte central do boulevard Pasteur, a oeste das vias da linha 6, antes do início de seu percurso de metrô subterrâneo, ao sul da rue de Vaugirard;
- o segundo, sobre o terrapleno deste mesmo boulevard Pasteur, ao norte da rue de Vaugirard.

O acesso da linha Nord-Sud é em ferro forjado, típico desta linha, enquanto o outro acesso é em estilo Guimard (1909, inscrito nos Monumentos históricos).

### Plataformas
O tema principal desta estação é a saúde. As plataformas da linha 12 relatório do trabalho de investigação realizado por Louis Pasteur. Eles são desenvolvidos no estilo "Andreu-Motte" de laranja, com faixas de luzes, e os tímpanos desta cor. A bancada é de azulejo branco cortado, caso a caso, e os assentos são os assentos "Motte" branco. Os ladrilhos e cerâmicas Norte-Sul, no entanto, são bem preservado (publicidade quadros e estrutura do sobrenome na cor verde, padrões geométricos, verde sobre as ombreiras e arco). Assim, a estação da linha 12 é com Porte de Versailles (na mesma linha) e Porte de Clichy (linha 13) uma das três estações da rede a misturar esses dois estilos decorativos.
As plataformas da linha 6 estão decoradas no estilo "Bruno-Gaudin" (renovação do metrô da década de 2000) com telhas cerâmicas brancas biseladas, rampa de iluminação branca redonda, quadros publicitários em cerâmica branca, assentos Akiko bege e patrônimo em placa esmaltada na fonte Parisine.

### Intermodalidade
A estação é servida pelas linhas 39, 70, 89 e 95 da rede de ônibus RATP e, à noite, pelas linhas N13 e N62 da rede Noctilien.

## Pontos turísticos
- Institut d'aménagement et d'urbanisme de la région d'Île-de-France
- Instituto Pasteur
- Hôpital Necker-Enfants malades
- Lycée Buffon
- Musée Pasteur